# 히라노역 (서일본 여객철도)
히라노역(일본어: 平野駅, ひらのえき 히라노에키[*])은 일본 오사카부 오사카시 히라노구에 위치한 서일본 여객철도의 역이다.

## 역 구조
여객 영업이 이루어지는 간사이 본선 (야마토지 선)은 섬식과 단식이 뒤섞인 복합형의 2면 3선과 덴노지 방면 통과선 1개를 가진 지상역 구조를 가지고 있으며 역사는 교상 형태로 되어 있다. 2·번선 승강장이 섬식이다.
이코카 및 제휴 교통카드의 사용이 가능하다.

### 승강장
| 1 | ■ 야마토지 선                                                                            | 덴노지 · JR 난바 · 오사카 방면                                                           |
| 2 | 원래는 화물 열차용으로, 여객 열차는 히라노 역에서 보통 열차가 쾌속을 대피할 때 사용한다. | 원래는 화물 열차용으로, 여객 열차는 히라노 역에서 보통 열차가 쾌속을 대피할 때 사용한다. |
| 3 | ■ 야마토지 선                                                                            | 오지 · 나라 · 다카다 방면                                                                |

1번 승강장이 하행 부본선, 2번 승강장이 상행 부본선, 3번 승강장이 상행 본선이다. 하행 본선은 1번 승강장과 2번 승강장 사이에 끼어 있는 승강장이 없는 통과선으로서 존재하여 쾌속 열차 등이 통과할 때 사용한다.
또 2번 승강장은 조토 화물선의 열차가 구다라로 진입할 때 사용한다.

## 역사
- 1889년 5월 14일: 오사카 철도가 미나토마치 ~ 가시와라 간에 개통한 철도 노선의 역으로서 개업하였다.
- 1900년 6월 6일: 오사카 철도의 노선이 간사이 철도에 의해 인수되어 간사이 철도의 소속이 되었다.
- 1907년 10월 1일: 국유화에 따라 일본국유철도의 소속이 되었다.
- 1909년 10월 12일: 선로 명칭 제정에 따라 간사이 본선의 소속이 되었다.
- 1973년 12월 26일: 히라노 역 구내에서 열차의 탈선 전복 사고가 발생하여 최소 150명 이상의 사상자가 발생하였다. 이 사고를 계기로 일본에서 기존 자동 열차 정지 장치를 개량한 ATS-P의 개발이 이루어졌다.
- 1987년 4월 1일: 민영화에 따라 서일본 여객철도의 소속이 되었다.
- 2003년 11월 1일: 이코카의 사용이 개시되었다.

## 인접정차역
| 서일본 여객철도 간사이 본선 | 서일본 여객철도 간사이 본선 | 서일본 여객철도 간사이 본선 |
| --------------------------- | --------------------------- | --------------------------- |
| 가미 가모 방면              | ■ 야마토지 선               | 도부시조마에 오사카 방면    |